# Еурисак
Еурисак је у грчкој митологији био син јунака Ајанта.

## Етимологија
Његово име значи „широки штит“, што је у складу са причом према којој му је отац завештао свој штит.

## Митологија
Ајант је Еурисака и Филеја добио са Текмесом. Еурисаков отац је био један од највећих јунака који се борио у тројанском рату, али је сам Еурисак тада био још дечак. Након спора са Одисејем због кога је полудео, Ајант се повратио осрамоћен, па је у очајању потражио свог сина Еурисака и дао му огроман штит састављен од седам делова, по коме је био познат. Свог полубрата Теукра је задужио да буде Еурисаков заштитник до повратка деди и баби, Теламону и Перибеји (или Ерибеји) у Саламину. Након још неких обављених послова, чврсто је зарио у земљу Хекторов мач на који се онда бацио. Ајанта су нашли у локви крви, на Теукрово очајање. Уместо да послуша Менелајев савет и остави брата да га поједу дивље звери, пошто је извршио самоубиство, он је задужио Еурисака у оделу роба и расплетене косе, да чува Ајантово тело док га нису сахранили. По повратку кући, Теламон је оптужио сина Теукра за небригу, јер није заступао братовљеву страну приликом спора са Одисејем, нити је довео Еурисака. Наиме, он је заиста запловио са својим братанцем ка домовини, али су им се у путу лађе раздвојиле и Теукро је стигао први. Он се бранио са брода, јер му није било дозвољено да се искрца. Међутим, протеран је. Након тога је пристигао и Еурисак и наследио деду. Након Телемонове смрти, Теукро је пробао да се врати на острво, али му то Еурисак није дозволио.

## Култ
Атињани су поштовали Ајанта као једног од својих хероја оснивача и тврдили су да је Филеј био заправо Еурисаков син, који је постао атински грађанин и независну Саламину подвластио Атини. За Еурисака се такође причало да је постао грађанин Атине и да је заправо заједно са Филејем предао Саламину Атини, чиме су обојица добили повластице у Атици. У Атини му је био посвећен жртвеник, а сматран је родоначелником саламинске породице којој су припадале славне личности историјског времена; Милтијад, Кимон, Алкибијад и Тукидид.

## У уметности
О Еурисаку су писали Паусанија, Плутарх и Софокле. Софокле је написао трагедију која је носила име овог јунака, али она није сачувана.